# Adopce na dálku
Adopce na dálku (též sponzorství dětí) je populární způsob dobročinnosti, jehož podstatou je pravidelná finanční podpora dětí z chudých rodin v rozvojových zemích za účelem jejich vzdělávání a obživy dárci z vyspělých zemí. Tato podpora je obvykle poskytována po dobu školní docházky, nebo do zahájení výdělečné pracovní činnosti. Někdy v jeho rámci dochází k formální (či symbolické) adopci sponzorovaného dítěte. Nedílnou součástí projektů bývá také dopisování dárce a příjemce pomoci, které má napomáhat jejich interkulturnímu vzdělávání.
V současné době probíhá v mnoha zemích světa (včetně České republiky) celá řada podobných projektů různých, často nábožensky založených nevládních neziskových organizací, jejichž cílem je umožnit dětem vzdělání dostačující k tomu, aby v budoucnosti dokázaly uživit sebe a svou rodinu a přitom nebyly vytrženy ze svého rodinného a kulturního prostředí.

## Historie
Většina z nejvýznamnějších organizací, zabývajících se sponzorováním dětí, vznikla jako důsledek politické situace v Evropě 20. – 40. let 20. století (důsledky ruské revoluce, španělské občanské války a druhé světové války), která měla za následek masivní nárůst počtu dětských uprchlíků a sirotků. Adopce na dálku začala jako humanitární úsilí podpořit finančně péči o děti, umístěné v táborech a sirotčincích. V průběhu let se pozornost významných organizací přesunula k dětem, žijícím v chudých rodinách.

## Název
Nejznámějším označením pro sponzorství dětí v České republice je Adopce na dálku® – projekt Arcidiecézní charity Praha, jehož název je registrován na Úřadu průmyslového vlastnictví. Mezi další označení projektů patří Adopce afrických dětí (Wontanara, Centrum Narovinu, Centrum Dialog), Banglakids (ADRA), Sonkoča (Nadační fond Inka), Paprsky naděje (Samari) a Kmotrovství na dálku (MOST Pro Tibet). V anglicky mluvících zemích je obvykle používáno označení „Child sponsorship".

## Obecné schéma projektu

### Tok financí
Individuální dárce v relativně bohaté „zemi severu“ (vyspělé zemi) přispívá pravidelnými finančními příspěvky buď přímo na zvýšení životní úrovně dítěte, žijícího v relativně chudé „zemi jihu" (rozvojové zemi) (např. na jeho školní docházku a potřeby s ní spojené), nebo na komunitní projekty, z nichž má dítě (a rodina, do které patří) přímý užitek. Někdy může též navíc zasílat finanční či věcné dary. 
Částky se u jednotlivých projektů pohybují v rozmezí cca 5 000 až 14 000 Kč na rok, z čehož 10 % tvoří administrativní náklady. U všech českých organizací zabývajících se touto formou charity obdrží dárce darovací listinu, kterou lze použít pro snížení daňového základu.

### Tok informací
Sponzor a dítě si v pravidelných intervalech dopisují (většinou za asistence neziskové organizace, která zajišťuje překlad, kontrolu a doručování zásilek). „Rodič“ také pravidelně dostává informace o dítěti, zjišťované sociálními pracovníky NGO přímo v terénu (zahrnující většinou zhodnocení školního prospěchu, aktuální situace v rodině dítěte, atp.). Někdy je možná také osobní návštěva podporovaného dítěte „rodičem“. Arcidiecézní charita Praha navíc rozvíjí formu Adopce na dálku® (v Ugandě), kde komunikace mezi dárcem a dítětem neprobíhá.

### Organizace projektů a související aktivity
Organizace, které projekt spravují, obvykle působí přímo v místě samy, nebo mají smlouvu s lokální neziskovou organizací. Peníze se neposílají přímo dětem, ale jim. K adopci jsou vybíráni sirotci a děti z velmi chudých rodin, pro něž jejich rodiče nemohou zajistit z vlastních prostředků vzdělání (a někdy ani základní jídlo a ošacení).
Obvykle se nedoporučuje zvát děti na návštěvu (z praktického hlediska by stejně ve většině případů nebyla uskutečnitelná a pro dítě by mohla znamenat silný kulturní šok), výjimkou jsou případy adopcí z blízkých zemí s podobnou kulturou (v ČR se jedná např. o Bělorusko, kde projekt realizuje Arcidiecézní charita Praha), kde jsou prázdninové pobyty dětí často přímo organizovány.
Podpora může dle zaměření organizace obsahovat i další prvky, např. náboženské vzdělávání. Končí většinou po dosažení určitého věku, nebo určitého stupně samostatnosti.

## Oborové standardy
Některé asociace organizací, zabývajících se sponzorstvím dětí, přistoupily k samoregulaci formou oborových standardů. Příkladem mohou být pravidla největší asociace mezinárodně působících neziskových organizací, sídlících v USA, InterAction. Je zde např. stanoveno, že programy by měly usilovat o samostatnost podporovaných komunit, klást důraz na pomoc podporovaných sobě samým a žádné členy komunity nevylučovat z účasti na programu a čerpání výsledných zisků. Měly by také být vedeny Úmluvou o právech dítěte. Organizace by také měly být odpovědné ve vztahu ke sponzorům a pravdivě je informovat o skutečných přínosech programu pro konkrétní dítě a rodinu, v níž žije. V neposlední řadě by organizace měly zajistit monitoring programů v terénu.

## Některé významné organizace provozující projekty adopce na dálku

### České
| Název                             | Země původu sponzorovaných dětí                          |
| --------------------------------- | -------------------------------------------------------- |
| Arcidiecézní charita Praha        | Indie, Uganda, Zambie, Bělorusko                         |
| Diecézní charita Hradec Králové   | Indie                                                    |
| Diecézní charita České Budějovice | Bělorusko                                                |
| Diecézní charita Plzeň            | Bolívie, Paraguay                                        |
| Arcidiecézní charita Olomouc      | Haiti                                                    |
| Wontanara                         | Guinea                                                   |
| ADRA                              | Bangladéš                                                |
| Nadace Mezinárodní potřeby        | Bangladéš, Burkina Faso, Filipíny, Indie, Nepál a Uganda |
| Nadační fond Inka                 | Peru                                                     |
| Centrum Dialog                    | Keňa, Guinea                                             |
| pro–Contact                       | Guinea                                                   |
| Samari                            | Bangladéš                                                |
| Nadační fond Dara                 | Etiopie                                                  |
| MOST Pro Tibet                    | Indie + Tibet – tibetské děti                            |

### Světové
(údaje z roku 2009)
| Organizace                | Rok vzniku | Počet sponzorovaných dětí | Měsíční příspěvek | Počet zemí |
| ------------------------- | ---------- | ------------------------- | ----------------- | ---------- |
| World Vision              | 1953       | 921 000                   | 30                | 100        |
| Compassion International  | 1952       | 880 000                   | 32                | 24         |
| Plan USA                  | 1937       | 700 000                   | 24                | 49         |
| Christian Children’s Fund | 1938       | 483 000                   | 24                | 31         |
| Children International    | 1980       | 300 000                   | 22                | 11         |
| Save the Children         | 1932       | 120 000                   | 28                | 50         |
| SOS Children's Villages   | 1949       | 70 000                    | 28                | 132        |
| Food for the Hungry       | 1971       | 16 000                    | 28                | 13         |

## Kritika
K adopci na dálku existují i kritické názory, které lze rozdělit následovně:

### Kritika dopadů na rodiny příjemců pomoci a komunity, v nichž žijí
Pokud je příjemcem pomoci jedno konkrétní dítě (či několik dětí), mohou cítit sourozenci sponzorovaných dětí vůči těmto dětem závist, nebo mohou zatrpknout. K témuž může docházet i na úrovni rodin. Rodiče sponzorovaných dětí se také mohou cítit zahanbeni, díky pocitu, že se nedokáží postarat o své děti sami. Další výhrady se týkají možného kulturního ovlivňování dětí (děti mohou např. získat nereálná očekávání, představy o své budoucnosti) a posilování pocitu závislosti na pomoci, který se může stát překážkou jejich budoucí soběstačnosti. V některých případech dochází také ovlivnění výběru podporovaných dětí či rodin politickými či náboženskými preferencemi charity.[zdroj?]
České charitativní zdroje závist v rámci rodiny popírají.

### Kritika administrativní náročnosti projektů
Programy adopce na dálku jsou z ekonomického pohledu neefektivní („drahé"), zejména z důvodu vysokých (kolem 10 % přispívané částky)[zdroj?] administrativních nákladů s nimi spojených. Ty jsou důsledkem servisu, poskytovaného donorovi (zasílání a překlad dopisů, práce související s pořizováním fotografií dítěte, vytváření zpráv o pokroku dítěte). (Český zákon o veřejných sbírkách však nepřipouští, aby pro právnickou osobu organizující sbírku bylo použito více, než 5 % z hrubého výnosu sbírky.) Efektivněji by také mohly být využity prostředky, které jsou vynakládány na reklamu v novinách a dalších médiích.[zdroj?]

### Kritika klamání sponzorů a využívání jejich neznalosti rozvojové problematiky
Sponzoři, kteří se hlouběji nezajímají o rozvojovou problematiku mohou získat dojem, že přispíváním malé částky zásadně změní něčí život k lepšímu. S tím souvisí i kritika, že adopce na dálku bývá brána pouze jako způsob fundraisingu, nikoliv jako prostředek rozvojového vzdělávání. Některé charitní organizace také dárce dostatečně neinformují o tom, že celý příspěvek není využit přímo na potřeby dítěte.[zdroj?]

## Reakce charitních organizací na kritiku
V reakci na kritiku výběrovosti pomoci změnily některé charitní organizace svoji strategii a z vybraných prostředků financují rozvojové projekty v komunitách, kde podporované děti žijí (např. hloubení studní na pitnou vodu, výstavba škol). Do těchto projektů se pak snaží zapojit co nejvíce místních lidí, aby předešly neudržitelnosti pomoci (vycházejí přitom z předpokladu, že aby byl dopad projektu trvalý, musí ho komunita přijmout za vlastní a být ochotna na něj samostatně navázat).

## Podobné projekty
Na podobných principech jsou založeny i další programy. Sponzorovat tak lze i seniory, zvířata v útulcích, nebo konkrétní rozvojové projekty organizací.